# Subboreale (periodo)
Nella paleoclimatologia dell'Olocene nel Nord Europa, il Subboreale è il periodo climatico che immediatamente precede quello attuale nella classificazione di Blytt-Sernander. Durò dal 3710 al 450 a.C..

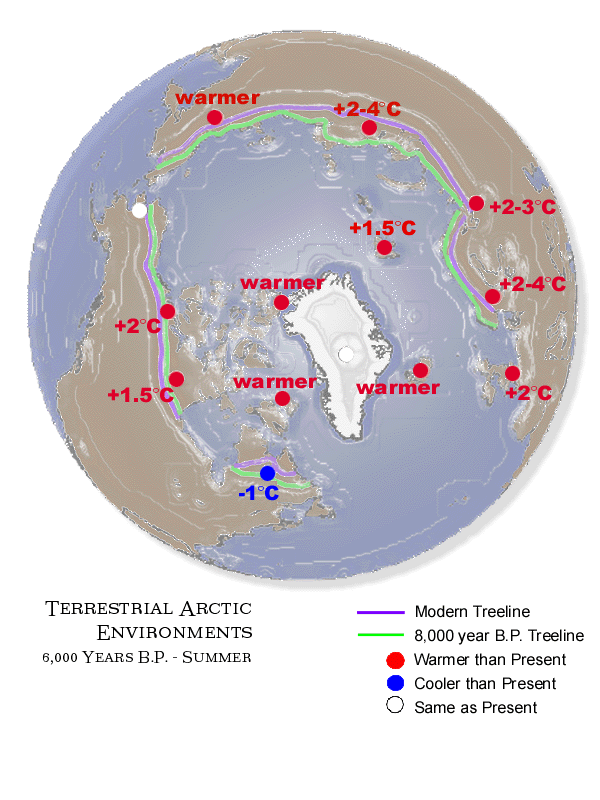
Innalzamento delle temperature nell'emisfero nord all'inizio del Subboreale (6000 BP ca.)

## Storia
Il Subboreale venne dopo l'Atlantico e fu seguito dal Subatlantico. Il Subboreale è equivalente alle zone di polline IVa e IVb di WH Zagwijn e alla zona di polline VIII di T. Litt. Nello schema pollinico di Fritz Theodor Overbeck occupa la zona pollinica X.
Il periodo viene diviso in Subboreale antico e Subboreale recente. Dal punto di vista storico, il Subboreale corrisponde alla maggior parte dell'Eneolitico e all'intera Età del Bronzo, iniziata tra 4200 e 3800 anni fa.

## Datazione
Il Subboreale è solitamente definito come compreso tra 5660 e 3710 anni BP. Il limite inferiore è flessibile, poiché alcuni autori preferiscono considerare il 6350 BP per la Polonia nordoccidentale, o addirittura il 6780 BP, mentre altri utilizzano un riferimento medio di 5000 anni BP, il che corrisponde a 3050 a.C. Anche il limite superiore del Subboreale, e quindi l'inizio del Subatlantico, è variabile e può essere fissato fra il 1170 a.C. e il 830 a.C., anche se abitualmente viene fissato al 450 a.C. Facendo riferimento agli anni di formazioni di varve, il Subboreale corrisponde a 5660-2750 anni BP.
Si ritiene che il confine tra il Subboreale antico e quello recente sia attorno al 1350 a.C.

## Evoluzione climatica

Variazioni della temperatura durante l'Olocene

Il clima durante il Subboreale era generalmente più secco e leggermente più fresco (di circa 0,1 °C) rispetto al precedente Atlantico, ma ancora più caldo rispetto ad oggi. Le temperature erano 0,7 °C più elevate che durante il successivo Subatlantico. Di conseguenza, in Scandinavia il limite inferiore dei ghiacciai si trovava 100 a 200 m più in alto che nel Subatlantico.
Nell'Egeo, l'inizio del Subboreale venne segnato da una marcata siccità, avvenuta intorno al 5600 a.C. Di ben maggiore importanza fu la fine del periodo umido africano, che ebbe grosse conseguenze nei laghi dell'Africa subtropicale (come il Lago Ciad, ad esempio), i quali sperimentarono un rapido calo del livello dell'acqua. Durante l'intervallo compreso tra 5000 e 4000 anni fa, condizioni più secche si imposero in Mesopotamia meridionale, causando l'abbandono di villaggi e colture a causa della siccità.
Simili condizioni di clima più secco colpirono l'Africa settentrionale e il Vicino Oriente tra il 4700 e il 4100 BP, con siccità ripetute e durature, come indicato dai livelli minimi dei laghi. Tra 4500 e 4100 BP, le precipitazioni monsoniche si indebolirono a causa dello slittamento verso nord della zona di convergenza intertropicale e all'influenza di una corrente d'aria più umida da ovest che interessava la regione mediterranea. I cambiamenti delle precipitazioni e gli effetti associati allo spostamento della fascia di vegetazione sudanese-saheliana sul Nordafrica, sulla Penisola arabica e sulla Mesopotamia meridionale sono stati collegati al cambiamento dell'intensificazione dei monsoni estivi.
Nel Levante è stata evidenziata un’evoluzione climatica simile: le condizioni di siccità prevalenti in Mesopotamia intorno a 4200 anni a.C. probabilmente portarono alla caduta dell'Impero accadico.

### Diossido di carbonio
I livelli di anidride carbonica avevano raggiunto, all'inizio del Subboreale, il valore minimo dell'Olocene di 260 ppm. Durante il Subboreale, questo valore è aumentato, fino a raggiungere i 293 ppm alla fine del periodo. A titolo di confronto, il valore odierno è di oltre 400 ppm.

## Vegetazione

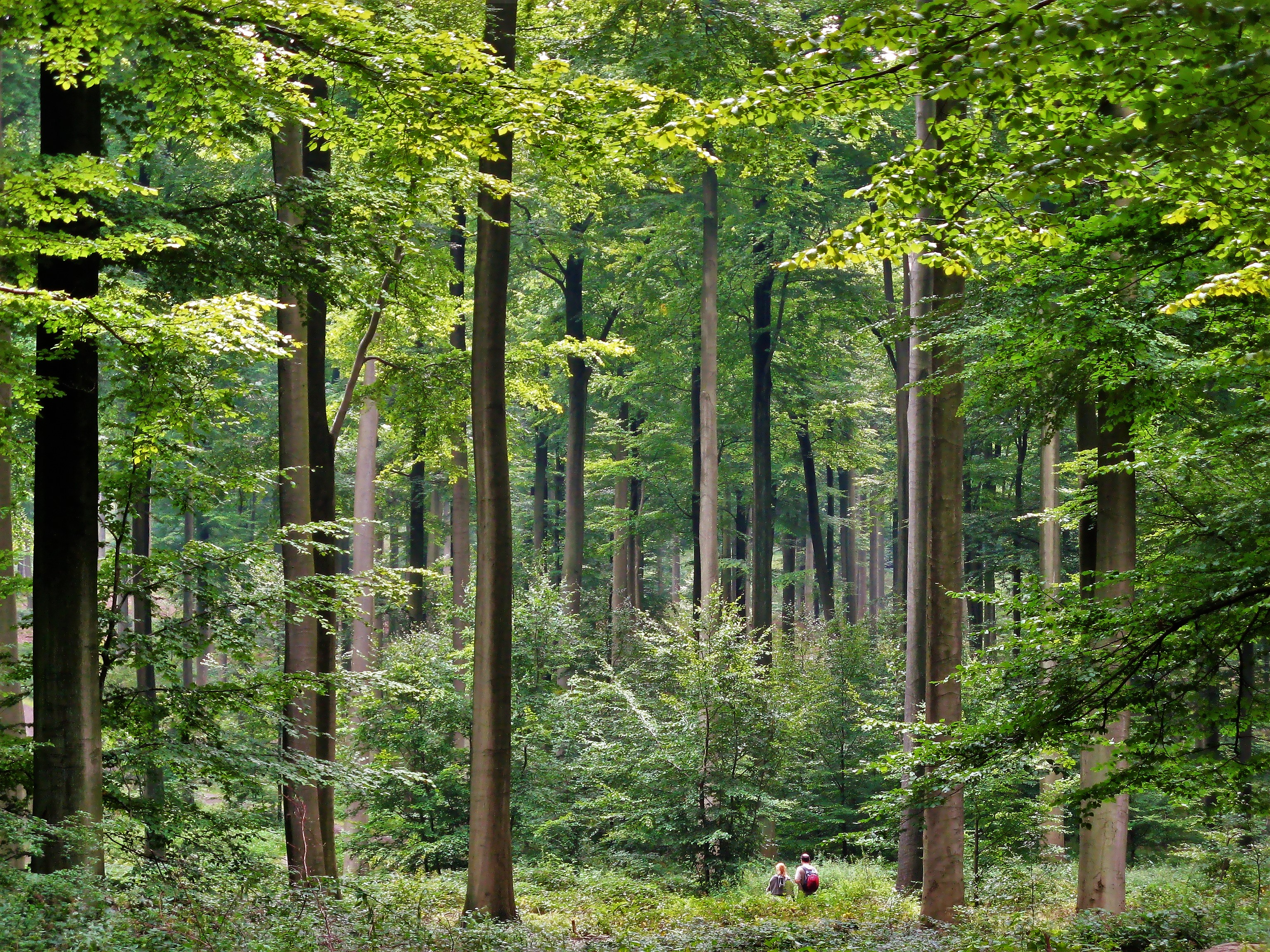
Faggeto nella foresta di Sonian, vicino a Bruxelles.

In Scandinavia, il confine fra Atlantico a Subboreale è evidenziato da un netto cambiamento dal punto di vista della vegetazione. Anche se meno pronunciato in Europa occidentale, questo cambiamento si rispecchia nella perdita del tipico bosco misto di querce di olmi e tigli. Il declino dei tigli non è completamente compreso e potrebbe essere dovuto al raffreddamento o all'intervento umano. Il declino dell'olmo verso 4000 a.C. è molto probabilmente dovuto alla malattia dell'olmo, causata dall'ascomicete Ceratocystis ulmi, ma certamente vanno considerati anche i cambiamenti climatici e la pressione antropica sulle foreste.
Un altro evento importante fu la migrazione del faggio (Fagus sylvatica) e del carpino europeo (Carpinus betulus) dai loro rifugi sui Balcani e sull'Appennino meridionale. Ciò avvenne anche in modo diacronico: pollini di faggio furono trovati per la prima volta nell'intervallo 4340-3540 a.C., pollini di carpino un po' più tardi, tra il 3400 e il 2900 a.C. Con l'inizio del Subboreale recente, si ha la massiccia diffusione del faggio. Al faggio e del carpino si accompagnarono piante indicatrici degli insediamenti umani e dell'agricoltura come i cereali e la piantaggine (Plantago lanceolata), mentre la presenza di nocciolo diminuì.
Il clima relativamente secco durante il periodo Subboreale favorì la diffusione delle piante dell'erica (Ericaceae).

## Livello del mare

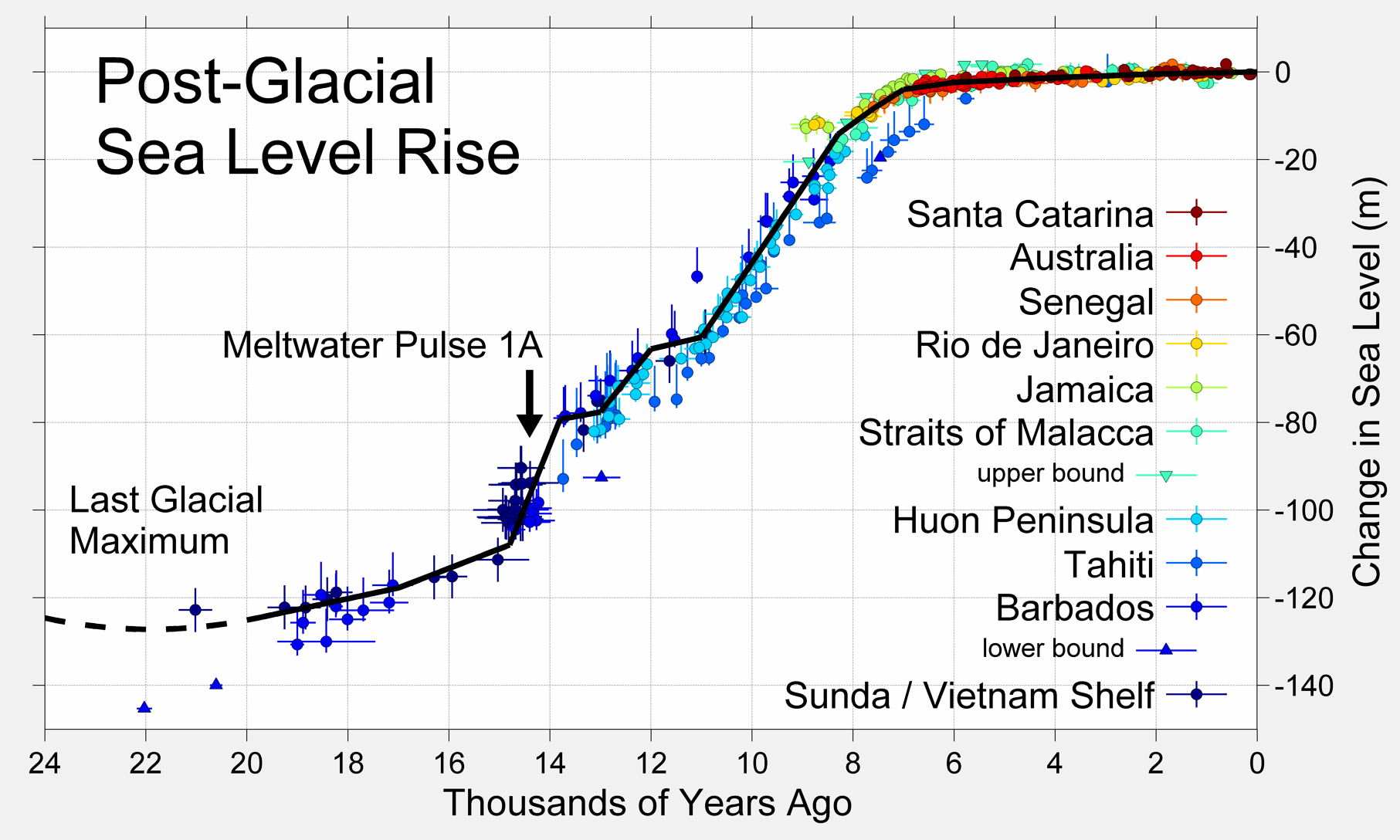
Innalzamento del livello del mare post-glaciale

Come nel periodo Atlantico, il livello globale del mare ha continuato a salire durante il periodo Subboreale, ma a un ritmo molto più lento. L'aumento è stato di circa 1 m, che corrisponde a una velocità di 0,3 mm all'anno. Alla fine del periodo, il livello del mare era circa 1 m al di sotto del valore attuale.

### Nel Baltico
Nel Baltico il mar Litorina esisteva già prima dell'inizio del Subboreale. Durante il Subboreale antico, la seconda fase trasgressionale del mar Litorina innalzò il livello del mare. Dopo un periodo di regressione intermedio, la terza trasgressione del mar Litorina sollevo di 40 cm il livello del mare che, durante la fase subatlantica iniziale, raggiunse il valore odierno.

### Nel Mare del Nord
Nella regione delmare del Nord, la trasgressione filandriana dell'Atlantico fu seguita da una leggera regressione o arresto all'inizio del Subboreale.